# تاديوس دولني
تاديوس دولني (بالبولندية: Tadeusz Dolny)‏ (مواليد 7 مايو 1958) هو لاعب كرة قدم. يلعب مع منتخب بولندا لكرة القدم. سبق له أن لعب في كأس العالم لكرة القدم مع منتخب بلاده.

## روابط خارجية
- تاديوس دولني على موقع الاتحاد الدولي (مؤرشف)  (الإنجليزية)
- تاديوس دولني على موقع قاعدة بيانات كرة القدم.إي يو (الإنجليزية)
- تاديوس دولني على موقع ناشيونال فوتبول تيمز (الإنجليزية)
- تاديوس دولني على موقع Soccerway.com (الإنجليزية)
- تاديوس دولني على موقع عالم كرة القدم.نت (الإنجليزية)